# Richard de Wallingford
Richard de Wallingford (1292-1336) fue un monje y matemático inglés que hizo contribuciones importantes a la astronomía y a la horología. Fue superior de la abadía de St Albans (San Albano) en Hertfordshire.

## Biografía
Nacido en Wallingford, Inglaterra, en 1292, era hijo de un herrero, pero al quedar huérfano fue llevado al Priorato de la Santísima Trinidad. Pasó seis años estudiando en la Universidad de Oxford antes de convertirse en monje de St Albans, donde se convirtió en abad en 1327.
Richard de Wallingford es conocido por su horologium astronomicum, o reloj astronómico, de principios del siglo XIV y completado años después de su muerte (unos de los primeros en construirse, aunque actualmente inexistente). Dicho reloj tenía seguramente el mecanismo más complejo de relojería en ese momento en las islas británicas, y uno de los más sofisticados en cualquier lugar: no sólo marcaba las horas y minutos del día, sino también el flujo y reflujo de la marea, así como los movimientos del sol y la luna. También construyó dispositivos de cálculos astronómicos como el Torquetum, el Rectángulus y el Equatorium. Publicó además trabajos sobre trigonometría, coordenadas celestes y obras religiosas.
Richard murió en St Albans en 1336, al parecer enfermo de lepra y tuberculosis.

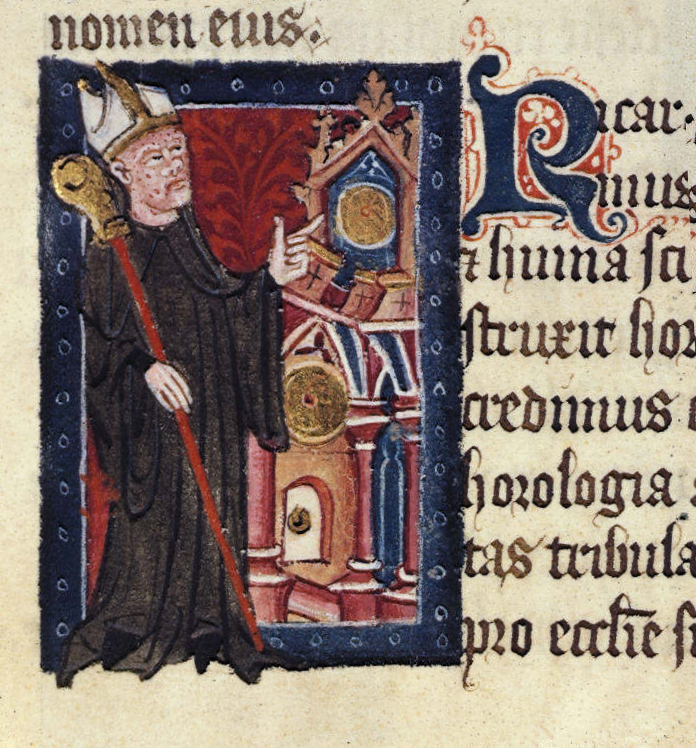
Richard de Wallingford apuntando a un reloj dado a la abadía; detalle de un manuscrito iluminado.